# サッカースタジアムライブ
NACK5 SPORTS SPECIAL サッカースタジアムライブ（ナックファイブ スポーツ スペシャル-）は、NACK5が放送しているJリーグ中継番組である。

## 概要
NACK5の本社があるさいたま市をホームタウンとする浦和レッズと大宮アルディージャのホームゲームを不定期に中継する。放送がある場合、レギュラー番組は休止もしくは短縮して放送される。
2011年度はプロ野球デーゲーム中継が日曜のみとなったため、土曜開催のJリーグ中継が積極的に実施されていた。
2018年度の初回放送は「2018 FIFAワールドカップ」によるJ1リーグの中断明け後の2018年7月18日（水曜日）の「浦和レッズ 対 名古屋グランパスエイト」戦 となっている（19:20 - 21:40）。
2020年度と2021年度は政府の新型コロナウイルス感染症対策により、プロ野球とJリーグが一定期間無観客開催となったが、大宮アルディージャの2020年シーズン開幕戦にあたる、7月4日のザスパクサツ群馬戦 を皮切りに、中継は通常通り行われた。
2023年度は6月4日の浦和レッズ 対 鹿島アントラーズ戦 (14:50 - 17:10) と6月11日の大宮アルディージャ 対 藤枝MYFC戦 (16:50 - 19:10）を中継した。

## 出演者

### 2023年6月4日「浦和レッズ 対 鹿島アントラーズ」戦
パーソナリティ
- 小笠原聖

解説
- 坪井慶介 (元・浦和レッズ、元・サッカー日本代表)

実況
- 原大悟

レポーター
- 吉田恵美 (『REDs My Life』パーソナリティ)

### 2023年6月11日「大宮アルディージャ 対 藤枝MYFC」戦
パーソナリティ
- 植万由香[5] - スタジオ進行

解説
- 小村徳男 (元・サッカー日本代表)

実況
- 笹川裕昭

レポーター
- 國領浩子 (『VAMOS！Orange & Navy』パーソナリティ)

### 2024年6月1日「大宮アルディージャ 対 AC長野パルセイロ」戦
解説
- 宮澤ミシェル[6]

実況
- 北川義隆[6]

ピッチレポーター
- 國領浩子[6]

### 2023年以前の出演者

#### サッカーパーソナリティ
- 大野勢太郎（浦和戦、大宮戦の両方に出演。リスナーからのメールを紹介したり、解説、実況、リポーターに話を振る司会者的役割）

#### 解説
- 専任の解説者はいないが、浦和戦は水内猛、大宮戦は清雲栄純の出演が多かった。
- 日本サッカー協会元会長の犬飼基昭が解説を務めたことがある(2011年のさいたまシティカップ)。

#### 実況
主にスカパー!でサッカー実況を担当しているフリーアナウンサーが出演する。加藤暁の出演が多いが、まれに矢野吉彦の担当もある。

#### リポーター
- 有賀久子（浦和戦担当）
- 小嶋亜由美（大宮戦担当）～2012年まで担当
- 山田真以（大宮戦担当）小嶋の後任で2013年から担当

## 放送試合

### 2010年
- 2010年2月13日 さいたまシティカップ 大宮アルディージャvs水原三星ブルーウィングス（NACK5スタジアム大宮）
- 2010年3月7日 J1第1節 大宮アルディージャvsセレッソ大阪（NACK5スタジアム大宮）
- 2010年7月17日 J1第13節 大宮アルディージャvs名古屋グランパス（NACK5スタジアム大宮）
- 2010年7月31日 J1第16節 浦和レッズvs大宮アルディージャ（埼玉スタジアム）
- 2010年9月18日 J1第23節 浦和レッズvs清水エスパルス(埼玉スタジアム)
- 2010年11月20日 J1第31節 浦和レッズvsガンバ大阪(埼玉スタジアム)

### 2011年
- 2011年2月20日 さいたまシティカップ 大宮アルディージャvs浦和レッズ(NACK5スタジアム大宮)
- 2011年4月23日 J1第7節 大宮アルディージャvs柏レイソル(NACK5スタジアム大宮)
- 2011年5月7日 J1第10節 大宮アルディージャvsアルビレックス新潟(NACK5スタジアム大宮)
- 2011年5月28日 J1第13節 浦和レッズvsアルビレックス新潟(埼玉スタジアム)
- 2011年6月11日 J1第14節 大宮アルディージャvs浦和レッズ(NACK5スタジアム大宮)
- 2011年6月18日 J1第16節 浦和レッズvs清水エスパルス(埼玉スタジアム)
- 2011年10月15日 J1第29節 浦和レッズvs大宮アルディージャ(埼玉スタジアム)
- 2011年11月19日 J1第32節 大宮アルディージャvs鹿島アントラーズ(NACK5スタジアム大宮)